# Carlos Pérez (kanotist)
Carlos Pérez, född den 12 april 1979 i Pontevedra, Spanien, är en spansk kanotist.
Han tog OS-guld i K-2 500 meter i samband med de olympiska kanottävlingarna 2008 i Peking.